# Queen of FCW
Queen of FCW was een prestatie voor vrouwelijke worstelaars in het professioneel worstelen dat georganiseerd wordt door Florida Championship Wrestling (FCW).

## Titelgeschiedenis
| Nr. | Worstelaarster   | Nr.              | Datum            | Stad            | Opmerkingen                                                |
| --- | ---------------- | ---------------- | ---------------- | --------------- | ---------------------------------------------------------- |
| 1   | Angela Fong      | 1                | 5 februari 2009  | Tampa (Florida) | Versloeg Alicia Fox in een 8-persoon toernooifinale.       |
| 2   | Mia Mancini      | 1                | 3 september 2009 | Tampa           | Tijdens de regeerperiode van ringnaam veranderd in Serena. |
| 3   | AJ Lee           | 1                | 4 februari 2010  | Tampa           |                                                            |
| 4   | Rosa Mendes      | 1                | 18 november 2010 | Tampa           |                                                            |
| 5   | Aksana           | 1                | 3 februari 2011  | Tampa           |                                                            |
| 6   | Raquel Diaz      | 1                | 17 november 2011 | Tampa           |                                                            |
| -   | Titel opgeborgen | Titel opgeborgen | 15 maart 2012    | Tampa           | FCW General Manager Summer Rae deactiveerde de prestatie.  |

## Statistieken
| Record                     | Recordhouder    | Record in cijfers | Opmerkingen |
| -------------------------- | --------------- | ----------------- | ----------- |
| Meest aantal keer gewonnen | Alle kampioenen | 1                 |             |
| Langste periode            | AJ Lee Aksana   | 287 dagen         |             |
| Kortste periode            | Rosa Mendes     | 77 dagen          |             |
| Oudste kampioene           | Rosa Mendes     | 31 jaar, 31 dagen |             |
| Jongste kampioene          | Raquel Diaz     | 21 jaar, 34 dagen |             |

FCW 15 Championship · FCW Divas Championship · FCW Florida Heavyweight Championship · FCW Florida Tag Team Championship · FCW Southern Heavyweight Championship · Queen of FCW